# Boyd (cràter)
Boyd és un cràter d'impacte en el planeta Venus de 22 km de diàmetre. Porta el nom de Louise Arner Boyd (1887-1972), exploradora estatunidenca, i el seu nom va ser aprovat per la Unió Astronòmica Internacional el 1994.